# Lengyel Kati
Lengyel Kati (Budapest, 1966. március 26. –) magyar színésznő.

## Életpályája
Budapesten született 1966. március 26-án. 1989-ben színésznőként diplomázott a Színház- és Filmművészeti Főiskolán, Kazán István és Versényi Ida osztályában. Pályáját az Arany János Színházban kezdte. Vendégművészként szerepelt a Veszprémi Petőfi Színházban, a Szegedi Nemzeti Színházban és a József Attila Színházban is. 1994-től szabadfoglalkozású művésznő.
Férje Kocsák Tibor zeneszerző.

## Fontosabb színházi szerepeiből
- Aiszkhülosz – Euripidész – Valló Péter: Test-Vér-Harc... Iszméne
- Christiane Rochefort: Házasság párizsi módra... Céline
- Kisfaludy Károly: A kérők... Máli
- Weöres Sándor: Holdbéli csónakos... Pávaszem
- Lajtai Lajos – Békeffi István: A régi nyár... Zsuzsi
- Andrzej Maleszka: Vihar a Gogo Színházban... Bábu
- Friedrich Schiller: Ármány és szerelem... Sophie
- Csukás István: Ágacska... Ágacska
- Jókai Mór – Tolcsvay László – Böhm György – Korcsmáros György: A kőszívű ember fiai... Liedenwall Edit
- Edward Knoblauch: A faun... Vivian
- John Kander – Fred Ebb – Bob Fosse: Chicago... Roxie Hart
- Eisemann Mihály: Én és a kisöcsém... Piri (József Attila Színház)
- Romhányi József: Hamupipőke... Aranyka
- Kocsák Tibor – Miklós Tibor: Utazás... Írisz

## Filmek, tv
- Kártyaaffér hölgykörökben (Zenés TV-színház) (1987)...Lucy
- Szent Margit legendája
- Nyolc évszak (sorozat, 1987) 1-2. rész
- Én és a kisöcsém (1989)... Lány
- Halállista (1989)... Karlovits felesége
- Harangozó Gyula (életrajzi film)
- Rendhagyó feltámadás (1990)
- Fekete-fehér show
- Valenti-napi gála
- Boszorkányok órája
- Burda gála
- A kulcs
- Alapképlet (1989)... Pincérnő
- Istenszerelem (1993)... Aphrodité
- Privát kopó (sorozat) Zsarolni veszélyes című rész (1993)
- Szent Gellért legendája (1994)... Gizella
- Kisváros
  - Hajtóvadászat című rész (1994)... Kovács Ágnes
  - Készültség című rész (1994)... Kovács Ágnes
- Retúr (1997)... Fiatal lány
- Szomszédok (sorozat)... Vica Cica
- Barátok közt (1999)... Nagy Veronika
- Jóban Rosszban (sorozat, 2022)... Bodó Ildikó